# Gran Premi d'Europa del 1995
El Gran Premi d'Europa de la temporada 1995 va ser disputat l'1 d'octubre de 1995, al circuit de Nürburgring.

## Resultats de la cursa
| Posició | Número | Pilot                    | Equip                 | Voltes | Temps/ Retirada   | Pos. de sortida | Punts |
| ------- | ------ | ------------------------ | --------------------- | ------ | ----------------- | --------------- | ----- |
| 1       | 1      | Michael Schumacher       | Benetton - Renault    | 67     | 1h 39' 59. 0      | 3               | 10    |
| 2       | 27     | Jean Alesi               | Ferrari               | 67     | + 2.684 s         | 6               | 6     |
| 3       | 6      | David Coulthard          | Williams - Renault    | 67     | + 35.382 s        | 1               | 4     |
| 4       | 14     | Rubens Barrichello       | Jordan - Peugeot      | 66     | + 1 Volta         | 11              | 3     |
| 5       | 2      | Johnny Herbert           | Benetton - Renault    | 66     | + 1 Volta         | 7               | 2     |
| 6       | 15     | Eddie Irvine             | Jordan - Peugeot      | 66     | + 1 Volta         | 5               | 1     |
| 7       | 25     | Martin Brundle           | pROST - Mugen - Honda | 66     | + 1 Volta         | 12              |       |
| 8       | 8      | Mika Häkkinen            | McLaren - Mercedes    |        | + 2 Voltes        |                 |       |
| 9       | 23     | Pedro Lamy               | Minardi - Ford        |        | + 3 Voltes        |                 |       |
| 10      | 4      | Mika Salo                | Tyrrell - Yamaha      |        | + 3 Voltes        |                 |       |
| 11      | 24     | Luca Badoer              | Minardi - Ford        |        | + 3 Voltes        |                 |       |
| 12      | 9      | Massimiliano Papis       | Footwork - Hart       |        | + 3 Voltes        |                 |       |
| 13      | 21     | Pedro Diniz              | Forti F1 - Ford       |        | + 5 Voltes        |                 |       |
| 14      | 3      | Gabriele Tarquini        | Tyrrell - Yamaha      |        | + 6 Voltes        |                 |       |
| 15      | 16     | Jean-Denis Deletraz      | Pacific - Ilmor       |        | + 7 Voltes        |                 |       |
| Ret     | 5      | Damon Hill               | Williams - Renault    |        | Accident          |                 |       |
| Ret     | 17     | Andrea Montermini        | Pacific - Ilmor       |        | Sense combustible |                 |       |
| Ret     | 29     | Jean-Christophe Boullion | Sauber - Ford         |        | Col·lisió         |                 |       |
| Ret     | 28     | Gerhard Berger           | Ferrari               |        | Part elèctrica    |                 |       |
| Ret     | 22     | Roberto Moreno           | Forti F1 - Ford       |        | Part mecànica     |                 |       |
| Ret     | 30     | Heinz-Harald Frentzen    | Sauber - Ford         |        | Accident          |                 |       |
| Ret     | 26     | Olivier Panis            | Prost - Mugen - Honda |        | Accident          |                 |       |
| Ret     | 7      | Mark Blundell            | McLaren - Mercedes    |        | Accident          |                 |       |

## Altres
- Pole: David Coulthard 1' 18. 738
- Volta ràpida: Michael Schumacher 1' 21. 180 (a la volta 57)